# Georgios Seitaridis
Georgios Seitaridis (en griego: Γεώργιος (Γιούρκας) Σεϊταρίδης) (El Pireo, Grecia, 4 de junio de 1981) es un exfutbolista griego que jugaba de defensa. Su último equipo fue el Panathinaikos y también fue miembro de la selección helena. Georgios (pronunciado "Yurkas") significa "Giorgos" en el dialecto póntico griego y es el nombre de su abuelo.[cita requerida]

## Trayectoria

### PAS Giannina
Georgios Seitaridis comenzó su carrera profesional en 1997, en el PAS Giannina, llegando a ser uno de los jugadores más importantes de su defensa. Seitaridis ayudó al equipo a conseguir la promoción a la Super Liga de Grecia en la temporada 1999/2000. En el PAS Giannina jugó más de 40 partidos y anotó 5 goles.

### Panathinaikos
Pronto fue descubierto por el Panathinaikos griego, para quien firmó en enero de 2001. Rápidamente se convirtió un jugador regular para el equipo, y a la edad de 22 años ganó su primer trofeo al ayudar al Panathinaikos a conseguir el campeonato y la copa en la Super Liga de Grecia de la temporada 2003-04. Anotó su primer gol europeo contra el Manchester United el 7 de marzo de 2001. Sus impresionantes prestaciones le hicieron ganar un gran interés por parte de los equipos extranjeros. En 2004 Seitaridis ganó el título griego con Panathinaikos y la Copa de Grecia contra el Olympiakos.

### Porto
En junio de 2004, antes del Campeonato de Europa de 2004, Seitaridis firmó por el entonces ganador de la Liga de Campeones de la UEFA, el FC Porto, por 3 millones de €. Poco después de unirse a los Dragões, ganó la Copa Intercontinental. Hubo constantes rumores sobre un posible fichaje por el Real Madrid, tras su éxito en la Eurocopa 2004, pero el acuerdo fracasó, y el 23 de mayo de 2005, fue vendido al Dynamo de Moscú ruso por 10.000.000 €, tras los pasos de sus excompañeros de equipo Derlei, Costinha y Maniche.

### Dynamo de Moscú
Poco después de fichar por el Dinamo de Moscú, Seitaridis comenzó a mostrar su malestar en el club. Afirmó que las razones por las que él quería dejar el equipo eran que el clima era diferente a su Grecia natal y que no podía hacer frente al frío. Seitaridis decidió dejar el Dynamo después de una temporada, y el 16 de junio de 2006 fue traspasado al Atlético de Madrid por 12 millones de €.

### Atlético de Madrid
Fue aconsejado por su compañero exjugador del Atlético de Madrid, Demis Nikolaidis, para irse al Atlético, considerando que era un gran club y tiene muy buenos aficionados. Se le dio la camiseta con el número 2. Seitaridis fue expulsado en el minuto 44 de su partido de debut con el club en el partido inaugural de la temporada, contra el Racing de Santander, el 27 de agosto de 2006. Seitaridis anotó su primer gol con el Atlético el 21 de julio de 2007 en un partido contra el Gloria Bistrita en la Copa Intertoto.
En noviembre de 2007, Seitaridis se dañó el tendón de Aquiles en un partido contra el UD Almería, lo que significaba que tenía que someterse a una cirugía y estar fuera del campo durante seis meses. A su regreso ganaron por 2-1 al Sevilla FC, aunque no jugó, y sólo intervino como suplente en el banquillo.
Seitaridis comenzó la temporada 2008-09, jugando en el primer partido del Atlético, con una victoria por 4-0 sobre el Málaga CF, y haciendo muchas incursiones por la banda, siendo titular habitual en el equipo. Sufrió algunas lesiones, y después de tres partidos sin jugar, volvió a jugar en un partido de la Liga de Campeones contra el PSV Eindhoven.
El 13 de mayo de 2009, Seitaridis fue liberado por el Atlético un año antes de que expirase su contrato, según una declaración en la página web oficial del club que afirmaba que "Seitaridis es libre de negociar con otros clubes que puedan estar interesados en la firma de él".

### Panathinaikos
En el último día (10 de septiembre de 2009) del período de transferencia griega para los jugadores de agente libre, firmó un contrato de 4 años con Panathinaikos. Allí se reunió de nuevo con jugadores como Kostas Katsouranis y Giorgos Karagounis, que habían ganado juntos la Eurocopa 2004 con la Selección nacional griega.
Seitaridis sin embargo, se mantuvo luchando para volver a restablecerse tras una gran cantidad de lesiones, que le hicieron perder la mayor parte de los partidos de la temporada 2009-10. Sin embargo, el 21 de marzo de 2010, Seitaridis regresó a la alineación para el derbi contra su grand rival, el Olympiakos. Panathinaikos terminó la temporada de manera positiva al ganar su segunda liga griega, consiguió más tiempo de juego, y dos semanas después, ganó su segunda Copa de Grecia.

## Selección nacional
Seitaridis hizo su debut internacional el 13 de febrero de 2002 contra Suecia, y ese mismo año participó en la ronda final del Campeonato de Europa Sub-21 de 2002, en Suiza. También fue uno de los jugadores clave para el equipo nacional griego que ganó la Eurocopa 2004 en Portugal, una victoria que conmovió al mundo del fútbol pues se consideraba que Grecia tenía muy pocas opciones antes del inicio del torneo. Seitaridis tuvo tal impacto en el equipo victorioso que fue nombrado como parte de la selección de 23 hombres que formaban el equipo ideal de la UEFA, junto con otros cuatro jugadores griegos. Anotó su primer gol como internacional el 2 de junio de 2007 contra la Hungría en partido de clasificación para la Eurocopa 2008 ayudando al equipo nacional griego a ser el primer país clasificado para la Eurocopa 2008. Georgios Seitaridis llamó la atención por contribuir a la clasificación para la Copa Mundial de 2010. Junto con Angelos Charisteas, Kostas Katsouranis, Georgios Karagounis, Kostas Chalkias, que contribuyeron a la conquista de la Eurocopa 2004, formó parte de la selección nacional griega que ganó su primer partido en una Copa Mundial, el triunfo por 2-1 contra Nigeria.

### Participación en Copas del Mundo
| Mundial              | Sede      | Resultado    |
| -------------------- | --------- | ------------ |
| Copa Mundial de 2010 | Sudáfrica | Primera fase |

## Palmarés

### Torneos locales
| Título                | Club             | País     | Año     |
| --------------------- | ---------------- | -------- | ------- |
| Alpha Ethniki         | Panathinaikos FC | Grecia   | 2003-04 |
| Copa de Grecia        | Panathinaikos FC | Grecia   | 2003-04 |
| Supercopa de Portugal | FC Porto         | Portugal | 2004    |
| Alpha Ethniki         | Panathinaikos FC | Grecia   | 2009-10 |
| Copa de Grecia        | Panathinaikos FC | Grecia   | 2009-10 |

### Torneos internacionales
| Título                    | Equipo                       | País              | Año  |
| ------------------------- | ---------------------------- | ----------------- | ---- |
| Eurocopa Intercontinental | Selección de Grecia Fc Porto | Portugal 🇯🇵 Japón | 2004 |

### distinciones Individuales
- Futbolista del año en Grecia: 2000-01
- Miembro del mejor once de la Eurocopa: 2004

## Estadísticas

### Clubes
Última actualización (17 de julio de 2025)
| Temporada | Club            | Competición                  | partidos | Goles |
| --------- | --------------- | ---------------------------- | -------- | ----- |
| 1998/99   | PAS Giannina    | Beta Ethniki                 | 6        | 0     |
| 1999/00   | PAS Giannina    | Beta Ethniki                 | 24       | 3     |
| 2000/01   | PAS Giannina    | Super Liga de Grecia         | 10       | 2     |
| 2000/01   | Panathinaikos   | Super Liga de Grecia         | 12       | 0     |
| 2001/02   | Panathinaikos   | Super Liga de Grecia         | 19       | 0     |
| 2002/03   | Panathinaikos   | Super Liga de Grecia         | 25       | 0     |
| 2003/04   | Panathinaikos   | Super Liga de Grecia         | 21       | 0     |
| 2004/05   | FC Porto        | Primera División de Portugal | 23       | 0     |
| 2005/06   | Dynamo de Moscú | Russian Premier League       | 8        | 0     |
| 2006/07   | Atlético Madrid | Primera División de España   | 31       | 0     |
| 2007/08   | Atlético Madrid | Primera División de España   | 14       | 0     |
| 2008/09   | Atlético Madrid | Primera División de España   | 14       | 0     |
| 2009/10   | Panathinaikos   | Super Liga de Grecia         | 8        | 0     |
| 2010/11   | Panathinaikos   | Super Liga de Grecia         | 7        | 0     |
| 2011/12   | Panathinaikos   | Super Liga de Grecia         | 3        | 0     |
| 2012/13   | Panathinaikos   | Super Liga de Grecia         | 23       | 0     |
| Total     | Total           | Total                        | 248      | 5     |

### Resumen
| Club                | País     | Años        | Partidos (Goles) |
| ------------------- | -------- | ----------- | ---------------- |
| PAS Giannina FC     | Grecia   | 1998-2001   | 40 (5)           |
| Panathinaikos FC    | Grecia   | 2001-2004   | 105 (1)          |
| Football Club Porto | Portugal | 2004-2005   | 36 (0)           |
| Dynamo de Moscú     | Rusia    | 2005-2006   | 8 (0)            |
| Atlético de Madrid  | España   | 2006-2009   | 71 (1)           |
| Panathinaikos       | Grecia   | 2009 - 2013 | 55 (0)           |